# Matt Evans
Pour les articles homonymes, voir Evans.
Pas d'image ? Cliquez ici

a Compétitions nationales et continentales officielles uniquement.

b Matchs officiels uniquement.
Matt Evans, né le 2 janvier 1988 à Salisburry (Angleterre), est un joueur international canadien de rugby à XV et international de rugby à sept. Il évolue aux postes d'ailier, d'arrière, de centre ou de demi d'ouverture (1,83 m pour 89 kg).

## Biographie
Né en Angleterre d'une mère galloise et d'un père anglais, Matt Evans grandit dans le Wiltshire jusqu'à l'âge de 11 ans avant de déménager outre-Atlantique sur l'île de Vancouver (Province de la Colombie-Britannique, Canada). Il peut donc représenter, de par ses origines, l'équipe d'Angleterre ou l'équipe du pays de Galles. Néanmoins, à la suite de son départ pour le Canada, il abandonne l'idée de jouer un jour pour l'une des Home Nations et choisit de représenter son pays d'adoption.
Il obtient sa première cape internationale avec les Canucks en 2008 à l'occasion d'un match contre l'équipe d'Irlande à Limerick, à l'âge de 20 ans, puis enchaîne les bonnes performances jusqu'à finir meilleur marqueur d'essais lors de la Churchill Cup en 2010,.
En septembre 2010, il est de retour sur le sol britannique, plus précisément au pays de Galles, où il s'engage avec le club du Newport RFC qui évolue en Welsh Premier Division. Fort de sa belle saison sous les couleurs du club gallois (15 matchs, sept essais) et surtout d'un début tonitruant pour son premier match (deux essais contre le Glamorgan Wanderers RFC), il se voit sélectionné par la franchise des Newport Gwent Dragons avec laquelle il joue un match de Celtic League lors de la saison 2010-2011.
Il signe alors avec les Cornish Pirates, club de la ville de Penzance (Angleterre), qui évolue en RFU Championship. Lors de la saison 2012-2013, sa deuxième avec le club anglais, il inscrit 14 essais et finit meilleur marqueur du Championship. En mars 2015, il signe une prolongation de contrat d'un an le liant jusqu'à l'été 2016 avec le club des Cornouailles.

## Statistiques en équipe nationale
- 36 sélections (30 fois titulaire, 6 fois remplaçant)
- 50 points (10 essais)
- Sélections par année : 3 en 2008, 6 en 2009, 1 en 2010, 4 en 2011, 4 en 2012, 6 en 2013, 8 en 2015, 4 en 2016

En Coupe du monde :
- 2011 : 2 sélections (Japon, Nouvelle-Zélande)
- 2015 : 3 sélections (Irlande, Italie, France)

## Palmarès

### En club
- Finaliste du RFU Championship en 2012 avec les Cornish Pirates.

### En équipe nationale
- Finaliste de la Churchill Cup en 2010 et 2011 avec l'équipe du Canada.

### Distinctions personnelles
- Meilleur marqueur de la Churchill Cup en 2010 (4 essais).
- Meilleur marqueur du RFU Championship en 2013 (14 essais).